# Escudo de Chelva
El escudo de armas de Chelva es un símbolo del municipio español de Chelva y se describe, según la terminología precisa de la heráldica, por el siguiente blasón:

Escudo cuadrilongo de punta redonda. Sobre campo de azur, un castillo con dos torres de oro, sumadas con dos ángeles del mismo metal, que en una mano llevan un haz de trigo y sosteniendo en medio un escudo también de oro, con una cruz, una hoz y un arado de sable. Al timbre, corona real abierta.

## Historia
El escudo utilizado por el ayuntamiento de Chelva en 2010 fue oficializado después de que el ayuntamiento decidiera rehabilitar como símbolo su escudo histórico de uso inmemorial. El escudo fue aprobado en una resolución el 15 de diciembre de 2004 y publicado en el DOGV número 4.922 de 12 de enero de 2005.
En 1965 adoptarón el siguiente escudo:

Cortado. Primero, la heráldica de los Vizcondes de Chelva. Segundo, de azur, la guadaña de plata. Al timbre, corona vizcondal.